# ツィマー (企業)
ツィマー社（ドイツ語: Chemische Werke Zimmer & Co.）は、かつて存在したドイツの企業。本社はベルリンに所在した。

## 概要
第二次世界大戦前は建設業界向けに瀝青質のシーリングおよびコーティング材を製造していた。1943年から、「ツィンメリット・コーティング」と呼ばれる磁気粘着性の地雷から装甲戦闘車両を防御するために施されたコーティングがドイツ陸軍によって使用された。

## 歴史
1921年にベルリンでルーイス・ツィマー（Louis Zimmer）によって設立された会社は建設業界向けに「ツィマリット」（Zimmerit）というブランド名の塗料とシーラントを製造していた。化学者ヘルマン・ジーモン（Hermann Simon）が率いるジーモンKGが1925年にそれに出資し、これらの製品はさらに発展し多くの建築プロジェクトで成功裏に使用された。1937年、同社はベルリンの機械工学会社の所有者であるヴァルター・ブラウワー（Walter Brauer）によってアーリア化された。
第二次世界大戦中の1940年以降、リール支社をフリードリッヒ・ヨーゼフ・プングス（Friedrich Joseph Pungs）が運営し、オーステンデ支社と共に、大西洋の壁の飛行場と構造物をその製品で偽装した。ジーモンはイギリスに移住し、Evode Ltd.という会社を設立した。Evodeの製品群はその大半がツィマーと同様のものであり、一部の製品は名称も同一であった。Evodeは、第二次世界大戦では連合国に製品を供給した。ブラウワーの死により、ツィマー社は1983年に清算された。